# Booska! Booska!!
Booska! Booska!!è un brano musicale di Megumi Hayashibara, scritto da Arimori Satomi e Omori Toshiyuki, e pubblicato come singolo il 3 dicembre 1999 dalla Starchild Records. Il brano è stato incluso nell'album della Hayashibara feel well. Il singolo raggiunse la cinquantesima posizione della classifica settimanale Oricon, e rimase in classifica per cinque settimane, vendendo 8 400 copie. Booska! Booska è stato utilizzato come sigla d'apertura della sitcom tokusatsu Kaiju Booska.

## Tracce
CD singolo KIDA-190
1. Booska! Booska!! (ブースカ!ブースカ!!) - 2:36
2. Hare Tokidoki Hare (晴れときどき晴れ) - 2:49
3. Booska! Booska!! (Off Vocal Version) - 2:36
4. Hare Tokidoki Hare (Off Vocal Version) - 2:49

Durata totale: 11:06

## Classifiche
| Classifica (1999)                        | Posizione più alta |
| ---------------------------------------- | ------------------ |
| Giappone (Classifica settimanale Oricon) | 50                 |